# (500229) 2012 JA2
(500229) 2012 JA2 es un asteroide perteneciente al cinturón de asteroides, descubierto el 29 de abril de 2012 por el equipo del Spacewatch desde el Observatorio Nacional de Kitt Peak, Arizona, Estados Unidos.

## Designación y nombre
Designado provisionalmente como 2012 JA2.

## Características orbitales
2012 JA2 está situado a una distancia media del Sol de 2,573 ua, pudiendo alejarse hasta 2,842 ua y acercarse hasta 2,304 ua. Su excentricidad es 0,104 y la inclinación orbital 8,603 grados. Emplea 1508,14 días en completar una órbita alrededor del Sol.

## Características físicas
La magnitud absoluta de 2012 JA2 es 17,2.